# 東室蘭郵便局
東室蘭郵便局（ひがしむろらんゆうびんきょく）は北海道室蘭市にある郵便局。民営化前の分類では集配普通郵便局であった。

## 概要
住所：〒050-8799 北海道室蘭市東町2-27-2

### 分室
分室はなし。過去に存在した分室は以下のとおり。
- 輪西分室 - 1990年（平成2年）に廃止。
- 室蘭保険局内分室 - 室蘭簡易保険支局内分室として開設。1961年（昭和36年）に廃止。

## 沿革
- 1943年（昭和18年）4月26日 - 開局。
- 1944年（昭和19年）3月26日 - 輪西分室を設置。
- 1949年（昭和24年）4月1日 - 室蘭市東町に、室蘭簡易保険支局内分室を設置[1]。
- 1949年（昭和24年）10月1日 - 室蘭簡易保険支局内分室を室蘭保険局内分室に改称[2]。
- 1956年（昭和31年）11月21日 - 輪西分室において電話通話および和文電報受付事務の取扱を開始。
- 1957年（昭和32年）1月21日 - 室蘭保険局内分室において電話通話および和文電報受付事務の取扱を開始。
- 1961年（昭和36年）8月1日 - 室蘭保険局内分室を廃止。
- 1963年（昭和38年）11月18日 - 電話通話および和文電報受付事務の取扱を開始。
- 1965年（昭和40年）12月16日 - 水元簡易郵便局の廃止に伴い、取扱事務を承継。
- 1979年（昭和54年）11月 - 局舎落成。
- 1990年（平成2年）3月31日 - 輪西分室を廃止。
- 2000年（平成12年）8月14日 - 外国通貨の両替および旅行小切手の売買に関する業務取扱を開始。
- 2007年（平成19年）10月1日 - 民営化に伴い、併設された郵便事業東室蘭支店に一部業務を移管。
- 2012年（平成24年）10月1日 - 日本郵便株式会社の発足に伴い、郵便事業東室蘭支店を東室蘭郵便局に統合。

## 取扱内容
- 郵便、印紙、ゆうパック、内容証明
- 貯金、為替、振替、振込、国際送金、外貨両替・トラベラーズチェック、国債、投資信託
- 生命保険、バイク自賠責保険、自動車保険
- ゆうちょ銀行ATM
- 室蘭市内（〒050-xxxx地域）の集配業務
- ゆうゆう窓口

## 周辺
- 道南バス東町ターミナル
- 北海道室蘭栄高等学校
- イオン室蘭店
- 国道36号
- 国道37号
- 日本製鉄室蘭製鉄所

## アクセス
- JR室蘭本線 東室蘭駅（東口）から徒歩すぐ
- 道南バス 東室蘭東口停留所下車
- 道央自動車道 登別室蘭ICから南西へ約7km、室蘭ICから南東へ約9km
- 駐車場あり：6台